# Зеподія (Колонешть, Бакеу)
Зеподія (рум. Zăpodia) — село у повіті Бакеу в Румунії. Входить до складу комуни Колонешть.
Село розташоване на відстані 254 км на північ від Бухареста, 29 км на схід від Бакеу, 69 км на південь від Ясс, 138 км на північний захід від Галаца.

## Населення
За даними перепису населення 2002 року у селі проживали 284 особи, усі — румуни. Усі жителі села рідною мовою назвали румунську.